# Ławeczka płaska
Ławeczka – przyrząd kulturystyczny służący do trenowania mięśni klatki piersiowej i tricepsa. Jest to pozioma ławka z przymocowanymi podpórkami, na których stoi sztanga. Ławeczka służy do tzw. wyciskania.